# تيري ليهي
تيري ليهي (بالإنجليزية: Terry Leahy)‏ هو لاعب قذف أمريكي، ولد في 1918 في Urlingford ‏ في جمهورية أيرلندا، وتوفي في 1988.